# Кадейкин, Александр Борисович
Алекса́ндр Бори́сович Каде́йкин (31 августа 1957, Павлодар, Казахская ССР, СССР — 14 марта 2008) — советский и казахстанский футболист, защитник.

## Биография
Начал заниматься футболом в группе подготовки павлодарского «Трактора». В 1975 зачислен в состав «Трактора», который выступал во второй лиге чемпионата СССР. Первый тренер — В. А. Гализдра.
В 1975 году после успешного турнира «Юность» в составе сборной Казахстана, стал первым павлодарцем, приглашённым в юношескую сборную СССР. В декабре 1975 года был призван в ряды СА. Службу проходил в московском ЦСКА, за который сыграл 4 матча и стал чемпионом СССР среди дублеров в 1976 году. Также в 1976 году, вместе с другим казахстанцем А. Хапсалисом, становится чемпионом Европы среди юниоров в составе юношеской сборной СССР и привлекался в молодёжную сборную СССР. Стал мастером спорта СССР.
После демобилизации вернулся в родной Павлодар, хотя были приглашения в другие именитые клубы. В 1980 году, после трагедии с ташкентским «Пахтакором», С. Мосягин формировал новую команду и пригласил Александра Кадейкина. За «Пахтакор» провёл 15 матчей и вернулся опять в «Трактор», который выступал в первой лиге чемпионата СССР и за который выступал (386 матчей, 28 голов) с перерывами («Экибастузец») до завершения спортивной карьеры.
По окончании игровой карьеры работал в ДЮСШ «Иртыш» тренером-преподавателем. Многие его воспитанники сейчас играют в различных клубах Казахстана и России. После продолжительной болезни (почти 4 года), 14 марта 2008 года скончался. Похоронен на Успенском кладбище в Павлодаре.